# Borohidreto de sódio
Borohidreto de sódio, também conhecido como tetraidroborato de sódio, tem fórmula química NaBH4. Esse sólido branco, usualmente encontrado como um pó, é um agente redutor especialmente usado na produção de fármacos e outros compostos orgânicos e inorgânicos. É solúvel em metanol e água, mas reage com ambos na ausência de uma base.
O composto foi descoberto nos anos 1940 por H. I. Schlessinger, que conduziu uma equipe que desenvolveu borohidretos de metais para aplicações em tempo de guerra.

## Síntese e manuseio
borohidreto de sódio é preparado pela reação de hidreto de sódio sobre borato de trimetila a 250-270 °C:
B(OCH3)3 + 4 NaH → NaBH4 + 3 NaOCH3
Ele pode também ser produzido pela reação de NaH sobre vidro borossilicato pulverizado.
NaBH4 pode ser recristalizado por dissolução em diglima morna (50 °C) seguido pelo esfriamento da solução.

## Reatividade

### Aplicações em síntese orgânica
borohidreto de sódio reduz aldeídos e cetonas em álcoois, assim como os mais reativos derivados de ácidos carboxílicos, cloretos de acila e ésteres de tiol. Entretanto, diferentemente do poderoso agente redutor hidreto de lítio e alumínio, o uso único de NaBH4 com condições de reação mais suaves não irá reduzir ésteres, amidas, ou ácidos carboxílicos. Um exemplo do uso do borohidreto de sódio é a produção industrial de fexofenadina a qual inclui como passo uma redução:

### Reagentes relacionados
A atividade de agentes redutores de borohidreto podem ser atenuadas por estabilização da ligação boro-hidreto. Isto é feito através da ligação de grupos volumosos estericamente ou grupos que façam a remoção de elétrons. Grupos acetil (triacetoxiborohidreto de sódio, (NaBH(OCOCH3)3) ou ciano (cianoborohidreto de sódio (NaCNBH3)) têm  sido usados com este propósito. Como resultado, procuram-se uso na reação de aminação redutiva. Aqui, o intermediário imina pode ser seletivamente reduzido na presença do material de partida aldeído ou cetona.
Agentes redutores mais fortes podem ser gerados por desestabilização da ligação boro-hidreto. Isto é encontrado em compostos tais como superidreto (trietilborohidreto de lítio) e L-Selectrida (tri-sec-butilborohidreto de lítio).

### Outras reações

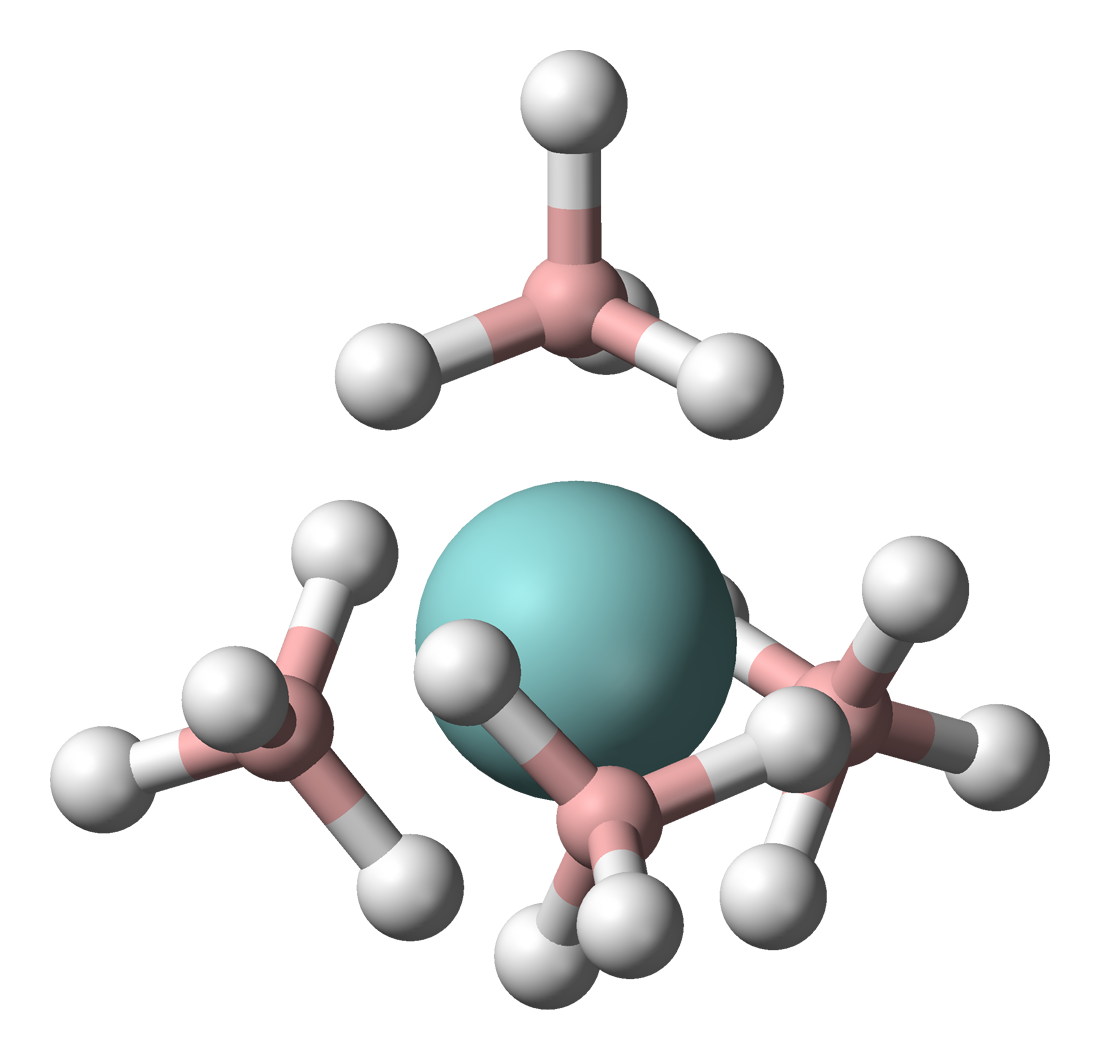
Modelo de bolas e varetas de Zr(BH_{4})_{4}

Oxidação de NaBH4 com iodo em tetraidrofurano cria o complexo BH3-THF, o qual pode reduzir ésteres. O mesmo modo o sistema NaBH4-MeOH, formado pela adição de metanol a borohidreto de sódio em THF em refluxo reduz ésteres aos álcoois correspondentes como por exemplo o benzoato de benzila a álcool benzílico.

## Células combustível
borohidreto de sódio é também usado em sistemas de células combustível experimentais. Como combustível é menos inflamável e menos volátil que gasolina mas mais corrosivo. É relativamente pouco agressivo ambientalmente devido a baixa toxidade dos boratos. O hidrogênio é gerado para um célula combustível por decomposição catalítica da solução aquosa de borohidreto:
NaBH4 + 2 H2O → NaBO2 + 4 H2